# Potatissjöborre
Potatissjöborre (Echinocardium flavescens) är en sjöborreart som först beskrevs av Otto Friedrich Müller 1776.  Potatissjöborre ingår i släktet Echinocardium och familjen hjärtsjöborrar. Arten är reproducerande i Sverige. Inga underarter finns listade i Catalogue of Life.